# Organització paraigua
Una organització paraigua (OP), o organització global, és una unió d'entitats del mateix àmbit o sector, sovint relacionades entre si, amb la finalitat de crear una imatge o posició comuna davant el mercat, les institucions o el públic en general, en temes concrets del seu interès. En alguns casos l'organització subministra recursos, i fins a confereix la seva identitat, a les entitats que la conformen.

## Tipus
De vegades només parteix dels objectius d'una entitat es defensen per l'OP a la qual pertanyen, concretament els que corresponen amb les seves pròpies finalitats. Una associació espanyola de pescadors, per exemple, pot pertànyer a una organització paraigua europea que té per objecte donar suport als mètodes de cria de la daurada en aigües del mediterrani.
En altres casos l'OP serveix d'òrgan gestor, és a dir gestionant el conjunt d'operacions i activitats de les entitats que la integren. Un exemple d'aquest tipus d'organització paraigua és Transport for London (TfL).
Se sol equiparar el terme d'organització paraigua amb el de supranacionalitat, sent el primer aplicat a organitzacions i l'últim a estats. Si la Unió Europea fos una federació, seria una organització paraigua de tots els seus Estats membres.

## Motius
Existeix una varietat de motius per crear o unir-se a una organització paraigua:
- La possibilitat de realitzar activitats i actuacions que no es podrien dur a terme per compte de l'entitat, per motius de:
  - Falta de recursos (econòmics/humans).
  - Ubicació geogràfica desfavorable.
  - Falta d'experts o experiència en certes matèries.
  - Tenir una especialitat molt concreta, la qual cosa requereix compartir coneixements amb altres entitats.
- L'OP sol causar sensació d'unió, comunitat i suport mutu.
- Es crea major facilitat d'accés al públic objectiu.
- Dona la imatge d'importància.
- Facilitats administratives, jurídiques i de reconeixement per les institucions, que podria tenir l'organització paraigua davant certs organismes o en certes circumstàncies. Per exemple, pot ser que una OP europea, per la seva qualitat d'organització comunitària, tingui accés al parlament europeu, i més concretament al comitè encarregat dels temes del seu interès, mentre que les entitats afiliades, per tenir caràcter nacional, no ho tinguin.

## Exemples d'organitzacions paraigües
- SOS Costa Brava
- Organització Mundial del Moviment Escolta
- Consell Europeu de la Música.
- International Federation of Organic Agriculture Movements.
- Software in the Public Interest, Inc.
- AFL-CIO (EUA).
- National Wrestling Alliance (EUA).
- Jewish Federations of North America (EUA).